# Jan Frederik Hartsuiker

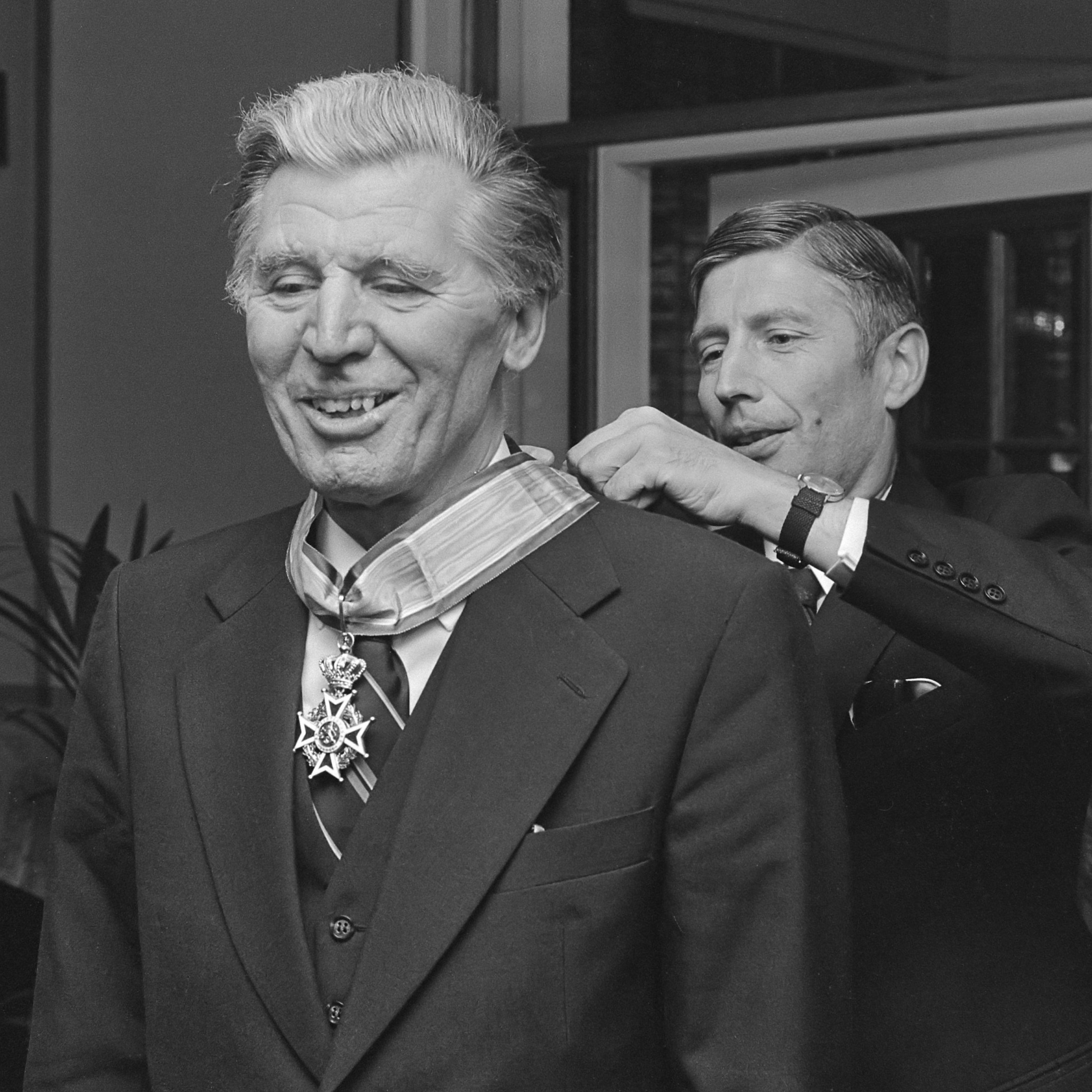
Jan Frederik Hartsuiker ontvangt een Koninklijke onderscheiding (Commandeur in de Orde van Oranje Nassau), omgehangen door Dries van Agt (1978)

Jan Frederik Hartsuiker (Zutphen, 26 augustus 1913 – Amsterdam, 23 juni 2003) was een Nederlands jurist.
Na het doorlopen van het gymnasium in zijn geboorteplaats ging hij rechten studeren aan de Rijksuniversiteit Groningen. In maart 1939 slaagde hij voor het doctoraalexamen waarna mr. J.F. Hartsuiker in januari 1940 zijn carrière bij het Openbaar Ministerie (OM) begon als waarnemend ambtenaar van het OM bij de kantongerechten in het arrondissement Assen. In augustus 1941 werd de benoemd tot ambtenaar van het OM bij de kantongerechten in dat arrondissement. In april 1943 kreeg hij dezelfde functie in Den Bosch en begin mei 1944 in Groningen. In de zomer van 1946 volgde zijn benoeming tot voorzitter van de vierde kamer van het tribunaal te Assen.
Na zijn benoeming begin 1948 tot substituut officier van Justitie in Amsterdam werd hij later officier van justitie en vanaf 1962 was hij daar hoofd van het arrondissementsparket. In februari 1964 promoveerde Hartsuiker aan de Rijksuniversiteit Leiden op het proefschrift "De souteneur in het Nederlandse recht", dat ook in boekvorm verschenen is.
Na de pensionering van mr M.H. Gelinck volgde hij deze eind 1975 op als procureur-generaal bij het gerechtshof in Amsterdam. Bijna drie jaar later ging hij zelf met pensioen.
In 2003 overleed hij op 89-jarige leeftijd.